# سكوت هاربر

سكوت هاربر

سكوت هاربر (بالإنجليزية: Scott Harper) هو ملحن وعازف وموسيقي أمريكي، ولد في 22 ديسمبر 1952 في باسادينا في الولايات المتحدة.

## وصلات خارجية
- سكوت هاربر على موقع IMDb (الإنجليزية)
- سكوت هاربر على موقع ميوزك برينز (الإنجليزية)
- سكوت هاربر على موقع أول ميوزيك (الإنجليزية)
- سكوت هاربر على موقع ديسكوغز (الإنجليزية)